# 高橋ナナ
高橋 ナナ（たかはし なな、1977年1月26日 - ）は、日本の女性実業家、心理カウンセラー、コーチ。株式会社GODDESS CEO兼クリエイティブディレクター。NPO法人NIRVANA代表。

## 人物
7歳年下の夫と3人の子供がいる。心理学、精神医学、脳外科学論、カウンセリングを学び、メンタルケアセラピスト資格を取得。
歌手経験もありフルアルバム「BELIEVE」をリリースしている。
3回の交通事故に遭いながら生還を果たした。
株式会社GODDESSでは「日本で誰かが輝く事で、世界で誰かがちょっと助かる」という企業理念のもと、スリランカに幼稚園の建設や井戸の寄贈を行っている。
現状井戸の寄贈は4基行っており、井戸には「TSUNAGARU」「KIZUNA」「NAKAMA」「AI」と名づけられている。

## 経歴
- 2009年
  - メイクアップアーティストとして活動。美女養成スクール「SCHOOL OF BEAUTY」を設立。
- 2010年
  - マザーテレサ の施設「死を待つ人の家」で働くため、単身インドへ。
- 2013年
  - 株式会社GODDESSを設立。
- 2015年
  - 「美女養成講座 “眩しく輝く私になる方法” ～自分らしく突き抜けたいあなたへ～」を初出版。
  - スリランカに幼稚園を建設。
- 2016年
  - 「宇宙一幸せな結婚をする方法〜本当に大切なたった１つのこと〜」他、4冊を出版。
- 2017年
  - サロン「Highest Purity」を都内で開設。
  - 株式会社ライブクリエイトさん主催「勝てる経営者の法則セミナー」に登壇。
  - Amebaオフィシャルブロガーになる。
- 2018年
  - インドスタディーツアーを実施。
- 2019年
- 2020年
- 2021年
  - 女性向け総合WEBメディア「Windys」を立ち上げ。クリエイティブディレクターに就任。

## 著作
- 「美女養成講座 “眩しく輝く私になる方法” ～自分らしく突き抜けたいあなたへ～」（三笠書房 2015年5月	15日 ISBN 978-4-8379-2587-3)[3]
- 「宇宙一幸せな結婚をする方法〜本当に大切なたった１つのこと〜」（光文社 美人時間ブック 2016年1月19日 ISBN 433497855X / ISBN 978-4334978556)
- 「悩みがなくなる魔法 ~好きなことだけにエネルギーを使う生き方」（大和書房 2016年7月22日 ISBN 4479783555 / ISBN 978-4479783558)
- 「幸運を引き寄せるインナー・プリンセスの魔法: 心がときめいた瞬間、すべてうまくいく」（三笠書房 2016年9月15日 ISBN 4837926487 / ISBN 978-4837926481)[4][5]
- 「愛・お金・仕事 人生が一瞬で“リッチ・モード”に変わる本」（大和出版 2016年10月15日 ISBN 4804705260 / ISBN 978-4804705262)[6]